# Australian Airlines

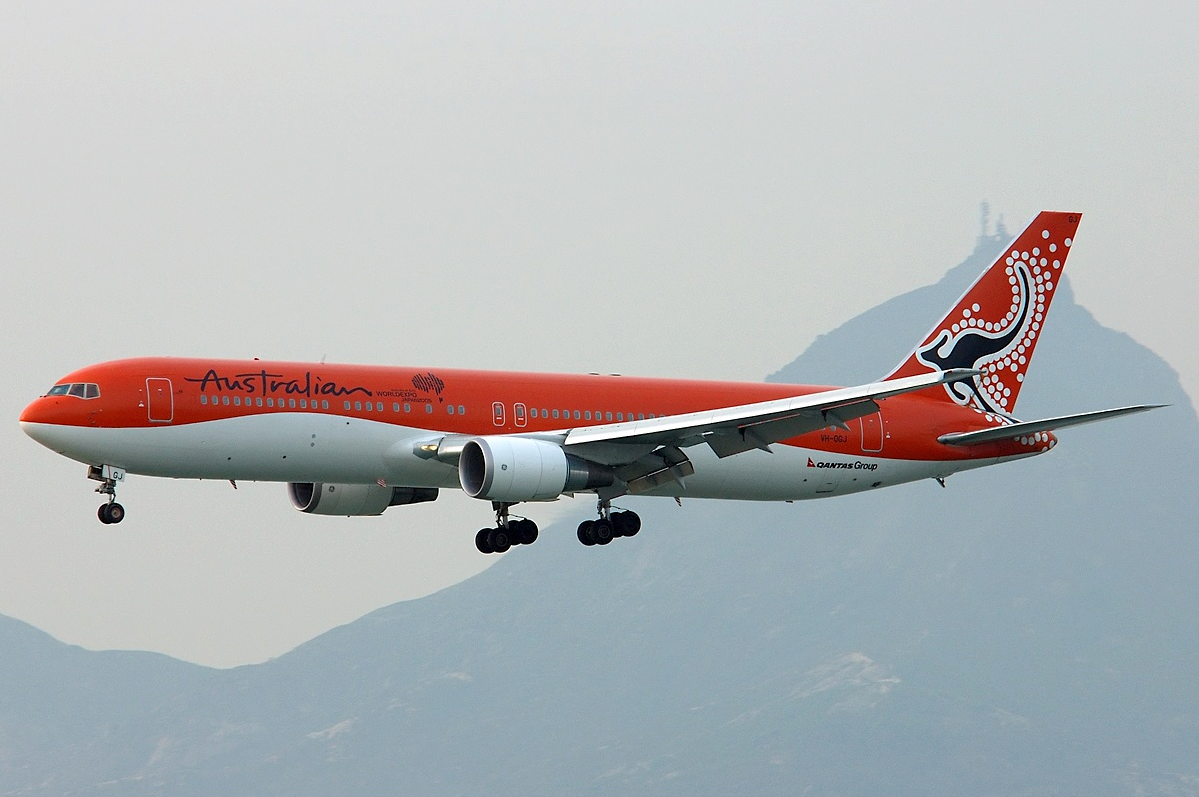
Boeing 767-300ER de Australian Airlines.

Australian Airlines fue una aerolínea de bajo costo que operaba vuelos en Australia y en Asia. Fue una subsidiaria de Qantas Airways, que operaba de forma independiente de la aerolínea principal. Su base estaba ubicada en el Aeropuerto Internacional de Cairns, con una secundaria en el Aeropuerto de Sídney. 
La aerolínea dejó de operar con su propia librea el 30 de junio de 2006, pero continuó operando vuelos para Qantas bajo un acuerdo de arrendamiento con tripulación. La misma decidió suspender el uso público de la marca Australian Airlines a favor de Jetstar Airways como su aerolínea de ocio, ahora de bajo costo. Qantas y Jetstar están operando servicios para reemplazar las rutas de Australian Airlines, y Jetstar International se introdujo a finales de 2006 para ayudar a expandir la presencia internacional del Grupo Qantas.

## Códigos
- Código IATA: AO
- Código OACI: AUZ
- Llamada: Australian

## Historia
La aerolínea fue creada en 2001 e inició sus servicios el 27 de octubre de 2002, reutilizando un nombre perteneciente a Qantas desde que se unió con la antigua aerolínea de vuelos internos Australian Airlines en septiembre de 1992. Su red inicial de vuelos se concentró en destinos de vacaciones entre Queensland y Japón. Una expansión posterior incluyó nuevos destinos en el sudeste Asiático. A partir de julio de 2005 la línea adoptó nuevos uniformes para su personal, acorde con su nueva vocación de línea aérea para vuelos de placer en toda Asia. El 12 de abril de 2006, Geoff Dixon, director ejecutivo del Grupo Qantas, anunció que se centrarían en una estrategia de dos marcas, Qantas y Jetstar, mientras que Australian dejaría de existir en julio de 2006.
Las aeronaves de la aerolínea fueron repintadas con la librea de Qantas y devueltos a esta para su uso en rutas nacionales y trans-Tasmania. Qantas suministró aviones Boeing 767-300 alternativos (En configuración de dos clases) a Australian, para que operaran bajo el acuerdo anteriormente pactado. Australian Airlines continuó operando bajo este acuerdo, prestando varios servicios a Japón, incluidos dos vuelos diarios al Aeropuerto Internacional de Tokio-Narita y, a su vez, vuelos al Aeropuerto Internacional Ninoy Aquino en Filipinas.
A mediados de abril de 2006, Qantas confirmó que, para centrarse en su estrategia de dos marcas, el Grupo había decidido que abandonaría Australian.  El 30 de junio de 2006, Australian dejó de existir, y los Boeing 767-300 y la tripulación de la aerolínea aún brindaban servicios desde Cairns bajo la marca Qantas.  Al día siguiente, la flota fue absorbida por Qantas. Finalmente, la empresa matriz cesó por completo las operaciones de Australian Airlines a finales de agosto de 2007.

## Servicios
En enero de 2005 Australian Airlines operaba vuelos programados a los siguientes destinos:
- Australia
  - Cairns (Aeropuerto Internacional de Cairns)
  - Costa Dorada (Aeropuerto de la Costa Dorada)
  - Melbourne (Aeropuerto de Melbourne)
  - Perth (Aeropuerto de Perth)
  - Sídney (Aeropuerto Internacional Kingsford Smith)
- China
  - Hong Kong (Aeropuerto Internacional de Hong Kong)
- Indonesia
  - Denpasar, Bali
- Japón
  - Fukuoka (Aeropuerto de Fukuoka)
  - Nagoya (Aeropuerto Internacional Chubu Centrair)
  - Osaka (Aeropuerto Internacional de Kansai)
  - Sapporo {Aeropuerto Nuevo Chitose)
- Singapur (Aeropuerto Singapur Changi)

## Flota
La flota de Australian Airlines en agosto de 2006 constaba de 5 Boeing 767-300ER. 